# Gran Premi de Gran Bretanya del 2019
El Gran Premi de Gran Bretanya de Fórmula 1, la desena cursa de la temporada 2019, ès disputà entre els dies 12 al 14 de juliol de 2019, al Circuit de Silverstone, a Northamptonshire, Gran Bretanya.

## Qualificació
La qualificació fou realitzat en el dia 13 de juliol.
| Pos                  | No | Pilot              | Constructor           | Part 1   | Part 2   | Part 3   | Sortida |
| -------------------- | -- | ------------------ | --------------------- | -------- | -------- | -------- | ------- |
| 1                    | 77 | Valtteri Bottas    | Mercedes              | 1:25.750 | 1:25.672 | 1:25.093 | 1       |
| 2                    | 44 | Lewis Hamilton     | Mercedes              | 1:25.513 | 1:25.840 | 1:25.099 | 2       |
| 3                    | 16 | Charles Leclerc    | Ferrari               | 1:25.533 | 1:25.546 | 1:25.172 | 3       |
| 4                    | 33 | Max Verstappen     | Red Bull-Honda        | 1:25.700 | 1:25.848 | 1:25.276 | 4       |
| 5                    | 10 | Pierre Gasly       | Red Bull-Honda        | 1:26.273 | 1:26.038 | 1:25.590 | 5       |
| 6                    | 5  | Sebastian Vettel   | Ferrari               | 1:25.898 | 1:26.023 | 1:25.787 | 6       |
| 7                    | 3  | Daniel Ricciardo   | Renault               | 1:26.428 | 1:26.283 | 1:26.182 | 7       |
| 8                    | 4  | Lando Norris       | McLaren-Renault       | 1:26.079 | 1:26.385 | 1:26.224 | 8       |
| 9                    | 23 | Alexander Albon    | Toro Rosso-Honda      | 1:26.482 | 1:26.403 | 1:26.345 | 9       |
| 10                   | 27 | Nico Hülkenberg    | Renault               | 1:26.568 | 1:26.397 | 1:26.386 | 10      |
| 11                   | 99 | Antonio Giovinazzi | Alfa Romeo-Ferrari    | 1:26.449 | 1:26.519 |          | 11      |
| 12                   | 7  | Kimi Räikkönen     | Alfa Romeo-Ferrari    | 1:26.558 | 1:26.546 |          | 12      |
| 13                   | 55 | Carlos Sainz Jr.   | McLaren-Renault       | 1:26.203 | 1:26.578 |          | 13      |
| 14                   | 8  | Romain Grosjean    | Haas-Ferrari          | 1:26.347 | 1:26.757 |          | 14      |
| 15                   | 11 | Sergio Pérez       | Racing Point-Mercedes | 1:26.649 | 1:26.928 |          | 15      |
| 16                   | 20 | Kevin Magnussen    | Haas-Ferrari          | 1:26.662 |          |          | 16      |
| 17                   | 26 | Daniïl Kviat       | Toro Rosso-Honda      | 1:26.721 |          |          | 17      |
| 18                   | 18 | Lance Stroll       | Racing Point-Mercedes | 1:26.762 |          |          | 18      |
| 19                   | 63 | George Russell     | Williams-Mercedes     | 1:27.789 |          |          | 19      |
| 20                   | 88 | Robert Kubica      | Williams-Mercedes     | 1:28.257 |          |          | 20      |
| 107% Temps: 1:31.498 |    |                    |                       |          |          |          |         |
| Font:                |    |                    |                       |          |          |          |         |

## Resultats de la Cursa
La cursa va ser realitzat en el dia 14 de juliol.
| Pos                                                               | No | Pilot              | Constructor           | Voltes | Temps / Retirada  | Pos.Sortida | Punts |
| ----------------------------------------------------------------- | -- | ------------------ | --------------------- | ------ | ----------------- | ----------- | ----- |
| 1                                                                 | 44 | Lewis Hamilton     | Mercedes              | 52     | 1:21:08.452       | 2           | 261   |
| 2                                                                 | 77 | Valtteri Bottas    | Mercedes              | 52     | +24.928           | 1           | 18    |
| 3                                                                 | 16 | Charles Leclerc    | Ferrari               | 52     | +30.117           | 3           | 15    |
| 4                                                                 | 10 | Pierre Gasly       | Red Bull-Honda        | 52     | +34.692           | 5           | 12    |
| 5                                                                 | 33 | Max Verstappen     | Red Bull-Honda        | 52     | +39.458           | 4           | 10    |
| 6                                                                 | 55 | Carlos Sainz Jr.   | McLaren-Renault       | 52     | +53.639           | 13          | 8     |
| 7                                                                 | 3  | Daniel Ricciardo   | Renault               | 52     | +54.401           | 7           | 6     |
| 8                                                                 | 7  | Kimi Räikkönen     | Alfa Romeo-Ferrari    | 52     | +1:05.540         | 12          | 4     |
| 9                                                                 | 26 | Daniïl Kviat       | Toro Rosso-Honda      | 52     | +1:06.720         | 17          | 2     |
| 10                                                                | 27 | Nico Hülkenberg    | Renault               | 52     | +1:12.733         | 10          | 1     |
| 11                                                                | 4  | Lando Norris       | McLaren-Renault       | 52     | +1:14.281         | 8           |       |
| 12                                                                | 23 | Alexander Albon    | Toro Rosso-Honda      | 52     | +1:15.617         | 9           |       |
| 13                                                                | 18 | Lance Stroll       | Racing Point-Mercedes | 52     | +1:21.086         | 18          |       |
| 14                                                                | 63 | George Russell     | Williams-Mercedes     | 51     | +1 volta          | 19          |       |
| 15                                                                | 88 | Robert Kubica      | Williams-Mercedes     | 51     | +1 volta          | 20          |       |
| 16                                                                | 5  | Sebastian Vettel   | Ferrari               | 51     | +1 volta2         | 6           |       |
| 17                                                                | 11 | Sergio Pérez       | Racing Point-Mercedes | 51     | +1 volta          | 15          |       |
| Ret                                                               | 99 | Antonio Giovinazzi | Alfa Romeo-Ferrari    | 18     | Filat             | 11          |       |
| Ret                                                               | 20 | Kevin Magnussen    | Haas-Ferrari          | 9      | Danys p/col·lisió | 14          |       |
| Ret                                                               | 8  | Romain Grosjean    | Haas-Ferrari          | 6      | Danys p/col·lisió | 16          |       |
| Volta ràpida: Lewis Hamilton (Mercedes) — 1:27.369 (en el lap 52) |    |                    |                       |        |                   |             |       |
| Font:                                                             |    |                    |                       |        |                   |             |       |

Notes

- ^1  – Inclòs 1 punt extra per la volta rápida.
- ^2  – Sebastian Vettel va ser penalitzat amb 10 segons per causar una col·lisió amb Max Verstappen.

## Classificació després de la Cursa
| Pos. | Pilot            | Punts | Canvis |
| ---- | ---------------- | ----- | ------ |
| 1    | Lewis Hamilton   | 223   | =      |
| 2    | Valtteri Bottas  | 185   | =      |
| 3    | Max Verstappen   | 136   | =      |
| 4    | Sebastian Vettel | 123   | =      |
| 5    | Charles Leclerc  | 120   | =      |

| Pos. | Constructor     | Punts | Canvis |
| ---- | --------------- | ----- | ------ |
| 1    | Mercedes        | 407   | =      |
| 2    | Ferrari         | 243   | =      |
| 3    | Red Bull-Honda  | 191   | =      |
| 4    | McLaren-Renault | 60    | =      |
| 5    | Renault         | 39    | =      |